# 外灘

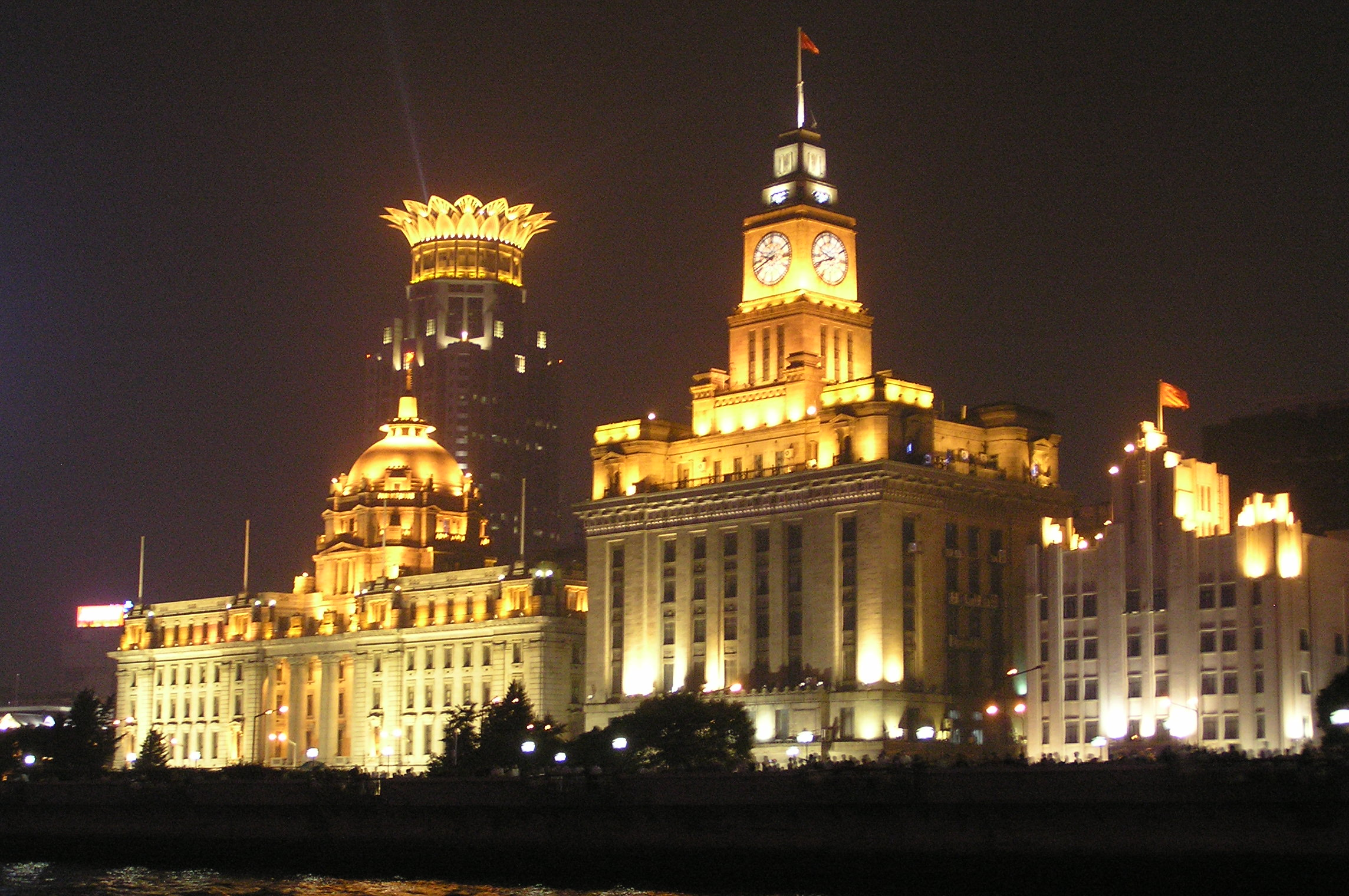
左は旧香港上海銀行ビル（上海浦東発展銀行）、中央は江海関（上海海関）、右は旧交通銀行ビル（上海総工会本部）。

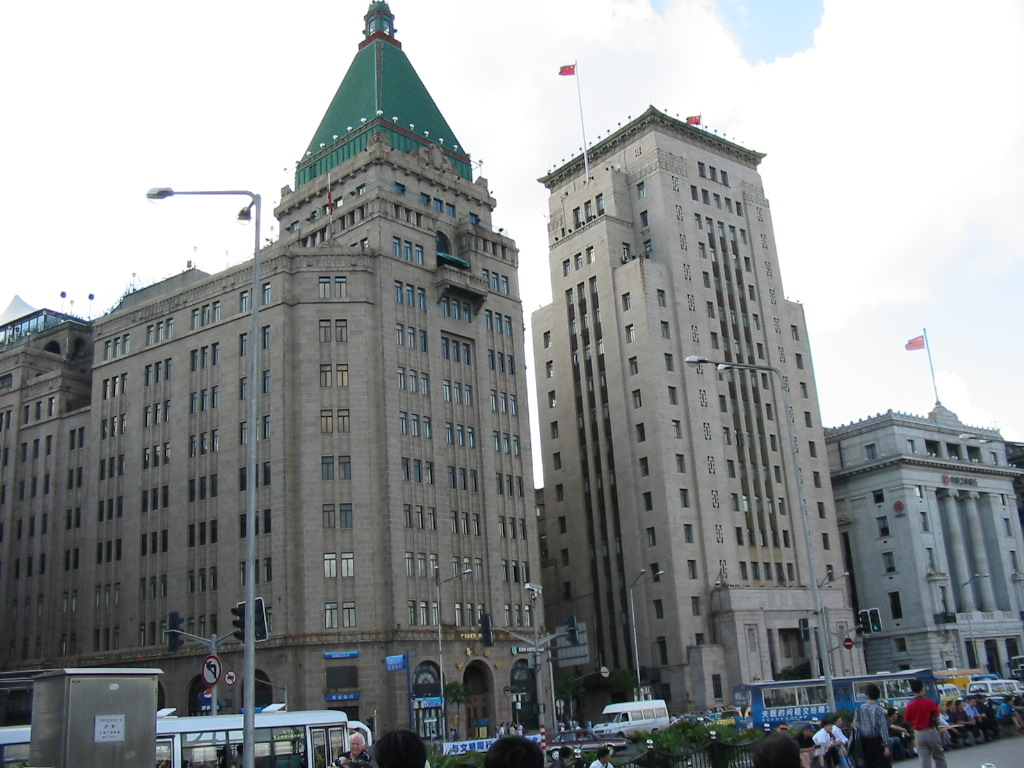
和平飯店北楼（旧サッスーンハウス）

外灘（ワイタン、中国語: 外滩、拼音: Wàitān）あるいはザ・バンド（英語名：The Bund）は、中国・上海市中心部の黄浦区にある、上海随一の観光エリアである。黄浦江西岸を走る中山東一路沿い、全長1.1kmほどの地域を指す。
この一帯は19世紀後半から20世紀前半にかけての租界地区（上海租界）であり、当時建設された西洋式高層建築が建ち並んでいる。租界時代の行政と経済の中心であったことから現在も官庁と銀行が多いが、ジョルジョ・アルマーニやカルティエなどの大型旗艦店や、租界時代のレトロな雰囲気を売り物にしたバーやレストランなどが建物の中に入るようになり、お洒落な街並みに変貌しつつある。
外灘の建築物群は、1996年に中華人民共和国の全国重点文物保護単位に指定された。

## 名称
黄浦江の西側（旧上海県市街地の方）の河岸は、黄浦灘と呼ばれる。「灘」は中国語で「河岸」を意味する。上海の地名用語では、河川の上流を「裏」、下流を「外」と呼ばれ、昔上海県市街地付近にあった小川「上海浦」を境とし、それより上流の黄浦灘を裏黄浦灘、下流の黄浦灘を外黄浦灘と呼ぶようになった。それぞれ名称を略して「裏灘」、「外灘」になった。
英語名の「ザ・バンド」は、築堤・埠頭を意味する "Bund" に由来する。この "Bund" はもともとインドで築堤を指す言葉（ウルドゥー語：band ）に由来し、16世紀のはじめに英語に移入された。もともとはペルシャ語起源で人工の堰を意味し、インドでも多く使われた。かつての大英帝国植民地の各地に「バンド」と呼ばれる堤防や埠頭があるが、固有名詞として単に「ザ・バンド」（The Bund）と言った場合には、上海のものを指す。イギリス人は香港とマカオを除く中国各地の波止場をバンドと呼んだ。

## 歴史

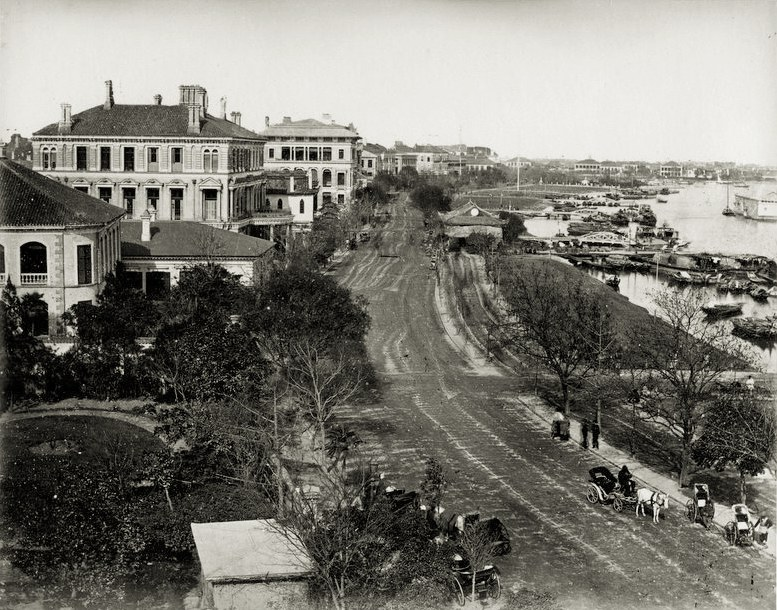
1890年代の、ビルが立ち並ぶ前の外灘

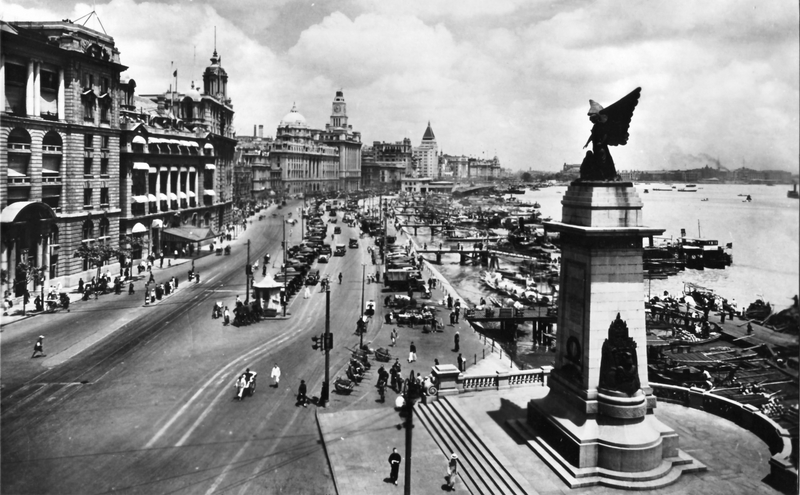
1928年の外灘

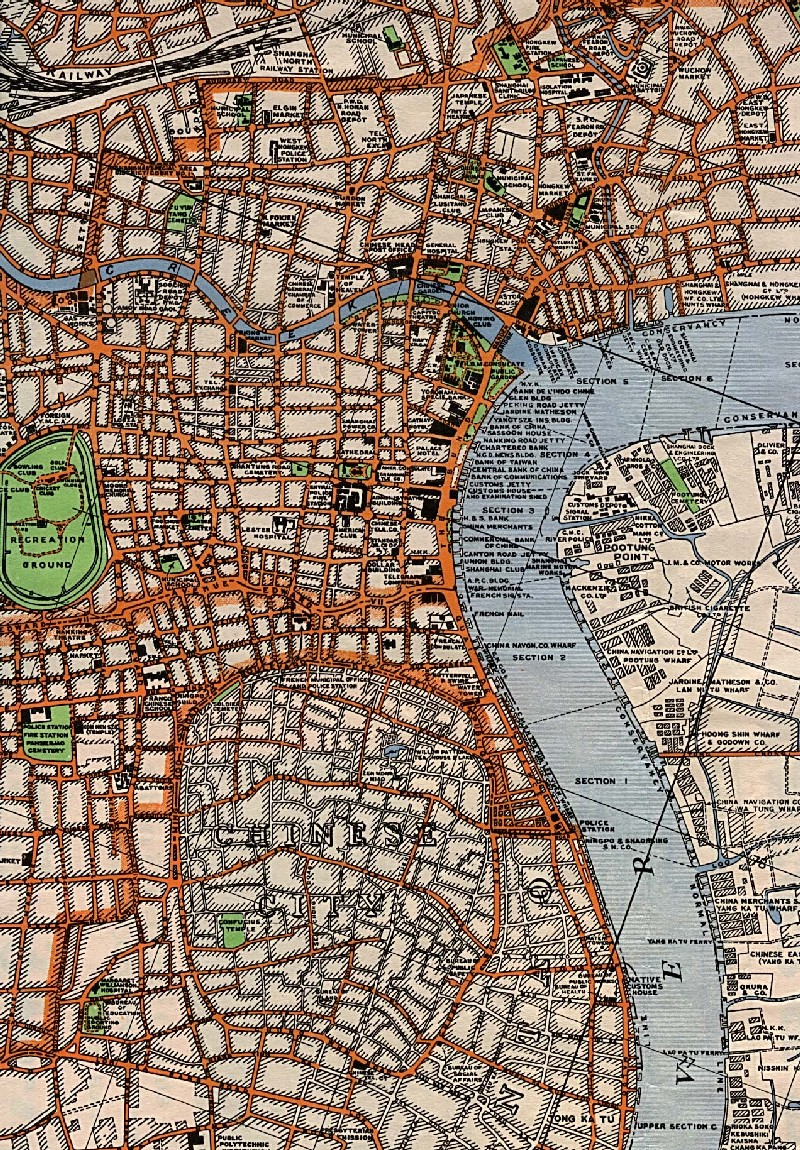
地図（1933年）

外灘は、上海の旧市街（上海県城、「城内」）の北に位置する。はじめは英国租界であり、1854年に英国・米国の両租界が合同して共同租界となった。19世紀末から20世紀前半にかけて、東アジアにおける金融のハブとなった外灘には、建築ラッシュが訪れた。これらの建物は、イギリス・フランス・アメリカ合衆国・ドイツ・日本・オランダ・ベルギーといった各国の銀行や、イギリスやロシアの領事館、新聞社、上海クラブやフリーメイソンのクラブなどとして使われた。租界時代の市政府=工部局もこの場所にあった。
1940年代までには、中華民国で活動していた銀行のほとんどが外灘に本店を置いた。国共内戦の結果共産党が勝利したことにより、金融機関は徐々に外灘から移転し、ホテルやクラブも閉鎖されて他の用途に転用された。川辺に点在していた、植民地を象徴するような像や外国人の像は撤去された。
1970年代末から1980年代初頭にかけて、中国が市場経済を導入していく過程で、外灘の建築物は次第にかつての用途で使われるようになった。行政機関が地域外に移転し、代わりに入ったホテルや金融機関が営業を始めるようになった。また、この時期には台風による洪水も数回発生した。地方政府は堤防を高くすることにし、道路より10m高い堤防がそびえる現在の景観が作られた。1990年代には、中山路が拡幅工事によって最大10車線まで広がったが、かつては道路沿いに広がっていた公園用地の多くがこれによって消滅した。またこの時期には、外灘と浦東を結んでいた渡し舟もなくなった（遊覧船は付近の埠頭で発着している）。
1990年代、上海市政府は「バンド」が指し示す範囲を拡大させ、南側（延安路以南）を「新バンド」、北側（呉淞江以北、閘北）を「北バンド」と呼ぶようにした。「植民地主義の残滓」と社会主義イデオロギーとの関係を調整し、外灘周辺の地域の観光的な価値や地価を上昇させようと図ったのである。もっとも、これらの呼び名は観光ガイドでもあまり使われていない。
2008年からは外灘一帯の交通の再構成が進められている。今までバンドと延安路の合流点にそびえていた巨大な高架道路の構造物が解体され、また外白渡橋の移転と復元工事が行われる。この復元は2009年初めには終了する予定である。その後、現在8車線ある道路を立体化して1層4車線の2層構造にし、かつて存在した公園用地を復元する。

## 景観

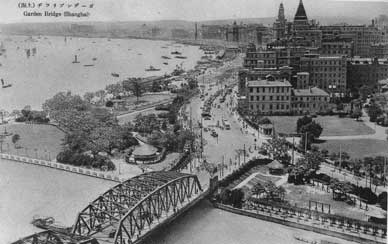
ガーデンブリッジ（現・外白渡橋）と黄浦江沿いにあった公園

伝統的な外灘の範囲は、南は延安路（旧名・エドワード7世通り）から北は呉淞江（蘇州河、旧称・蘇州クリーク）に架かる外白渡橋（旧名・ガーデンブリッジ）に至る一帯である。
外灘の中心は黄浦江沿岸の中山路（中山東路）沿いにある。中山路は上海市の外周を走る環状道路であり、その名は孫文（号・中山）に因んでいる。外灘の中心を走る中山路の西側には、外灘の景観を特徴付ける52棟の西洋建築が立ち並んでいる。また、中山路の東側はかつては公園用地（黄浦公園）があった。公園用地は中山路の拡幅によってほとんどがなくなっている。そのさらに東側は堤防である。1990年代に嵩上げされた堤防によって、外灘の景観は大きく変わった。
かつては多くの銅像が外灘に点在していたが、現在唯一見られる銅像は、南京路との交差点にある陳毅（共産党政権下での初代上海市長）のものである。外灘の北端に近い黄浦公園には、アヘン戦争以来、上海での革命闘争で斃れた人々を記念する人民英雄記念碑が建っている。

## 主な建物

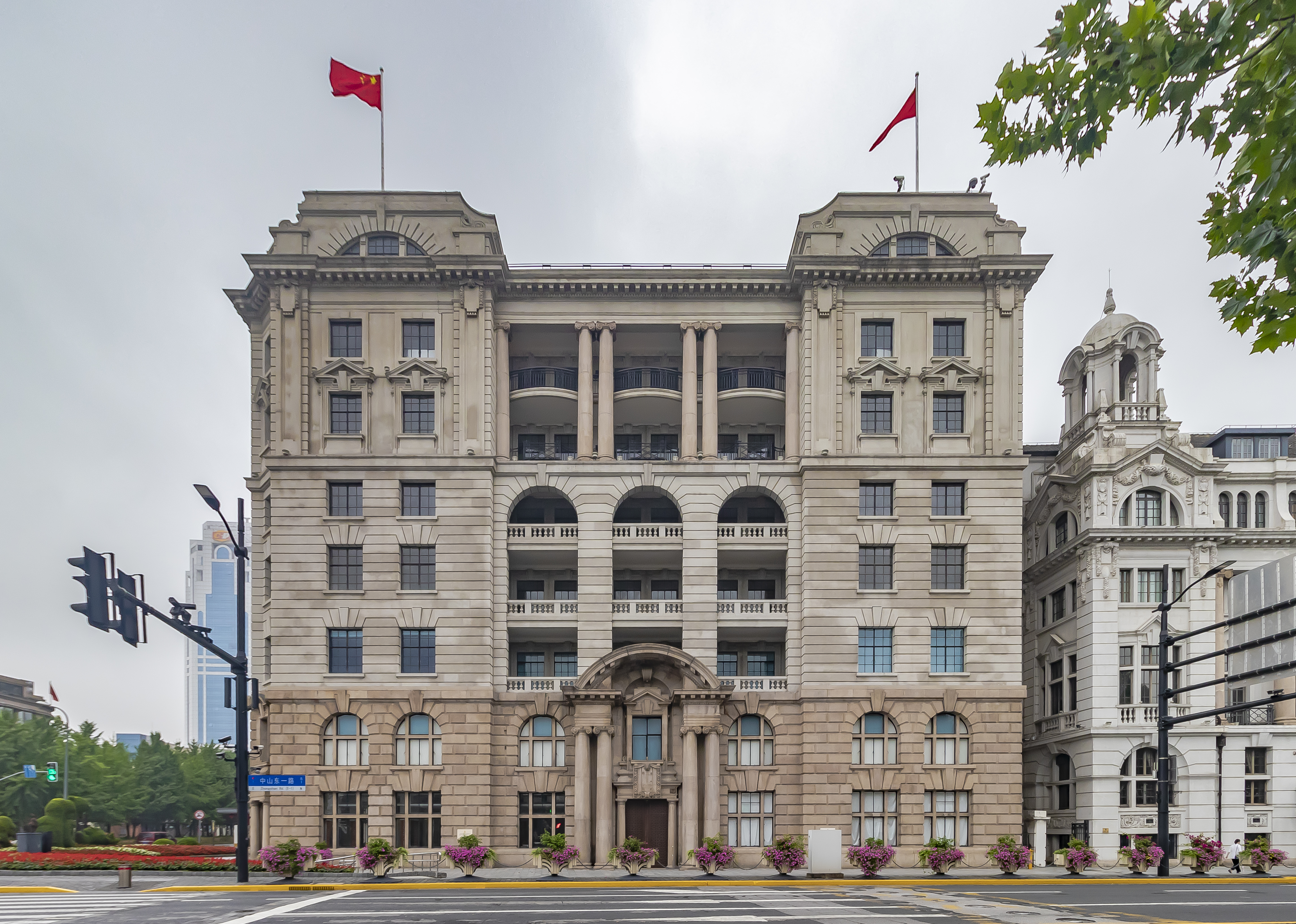
外灘1号

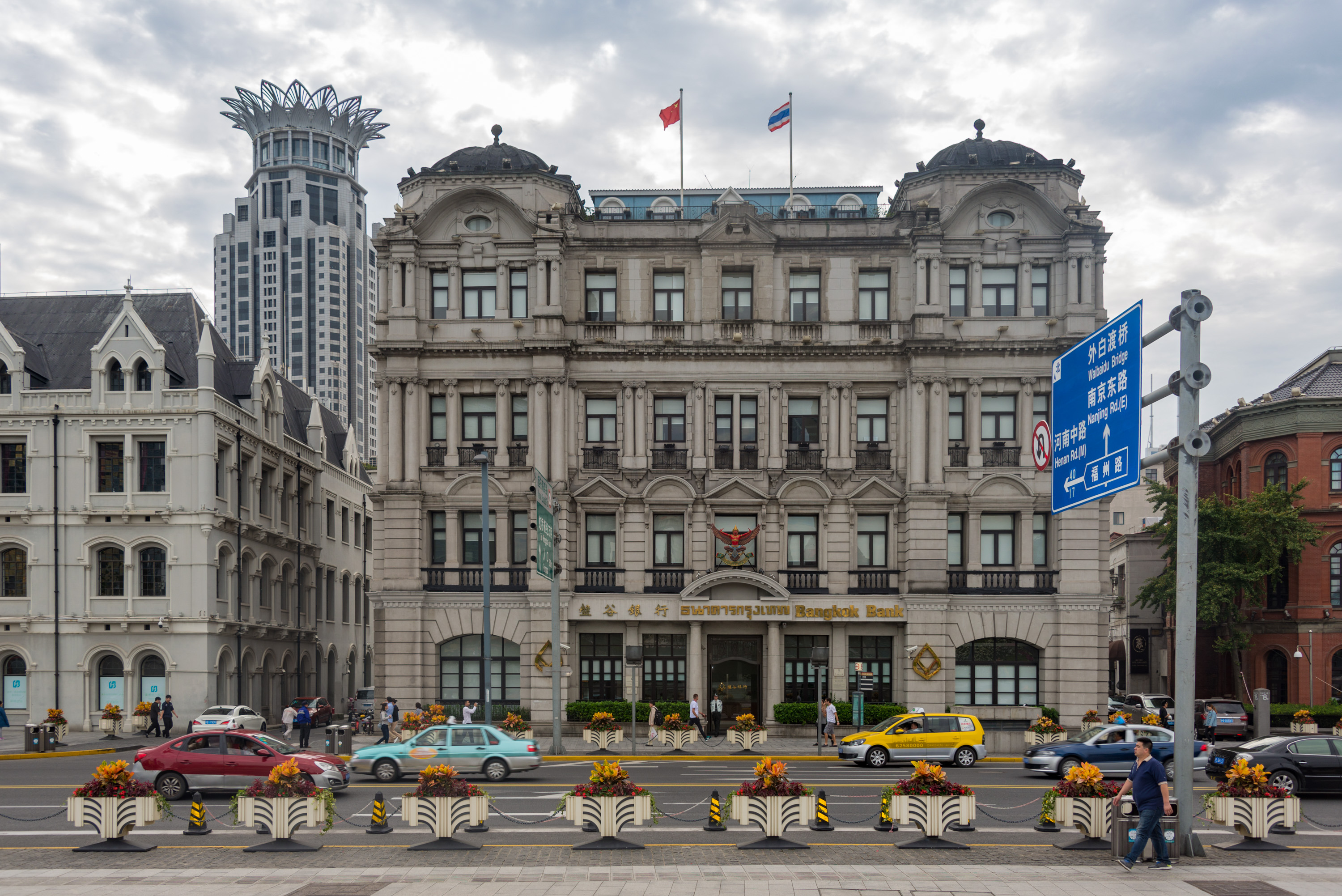
外灘7号

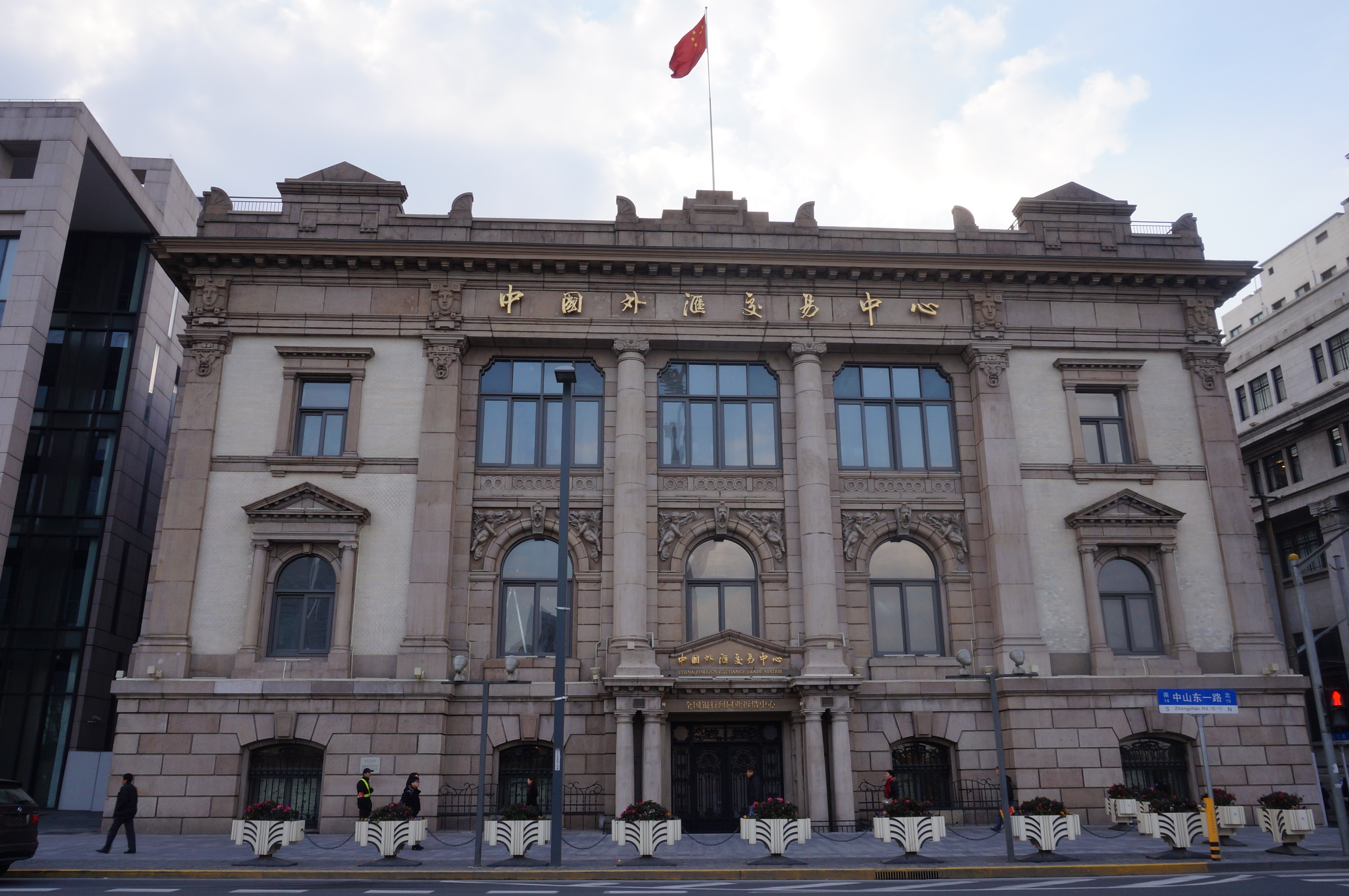
外灘15号

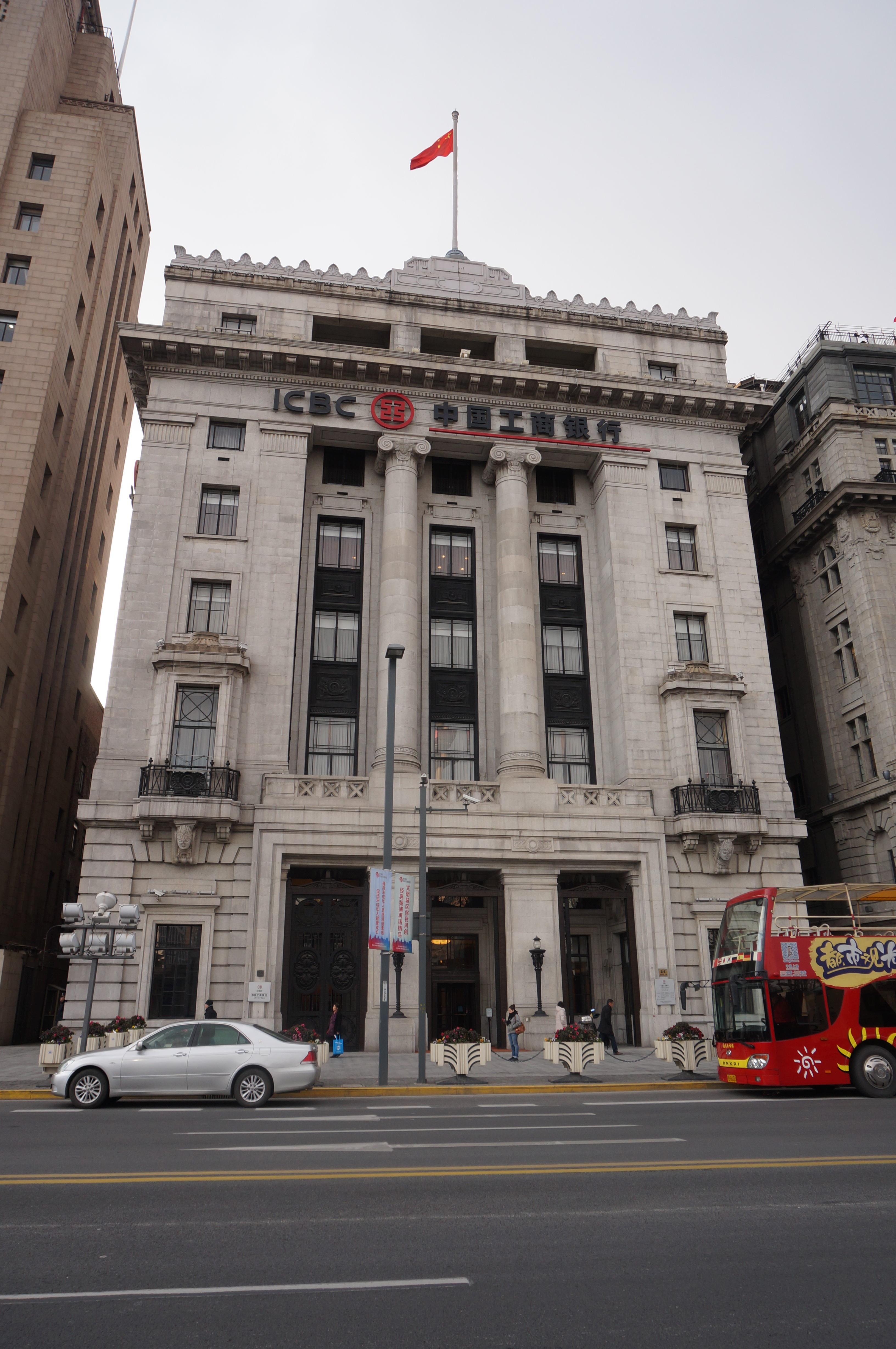
外灘24号

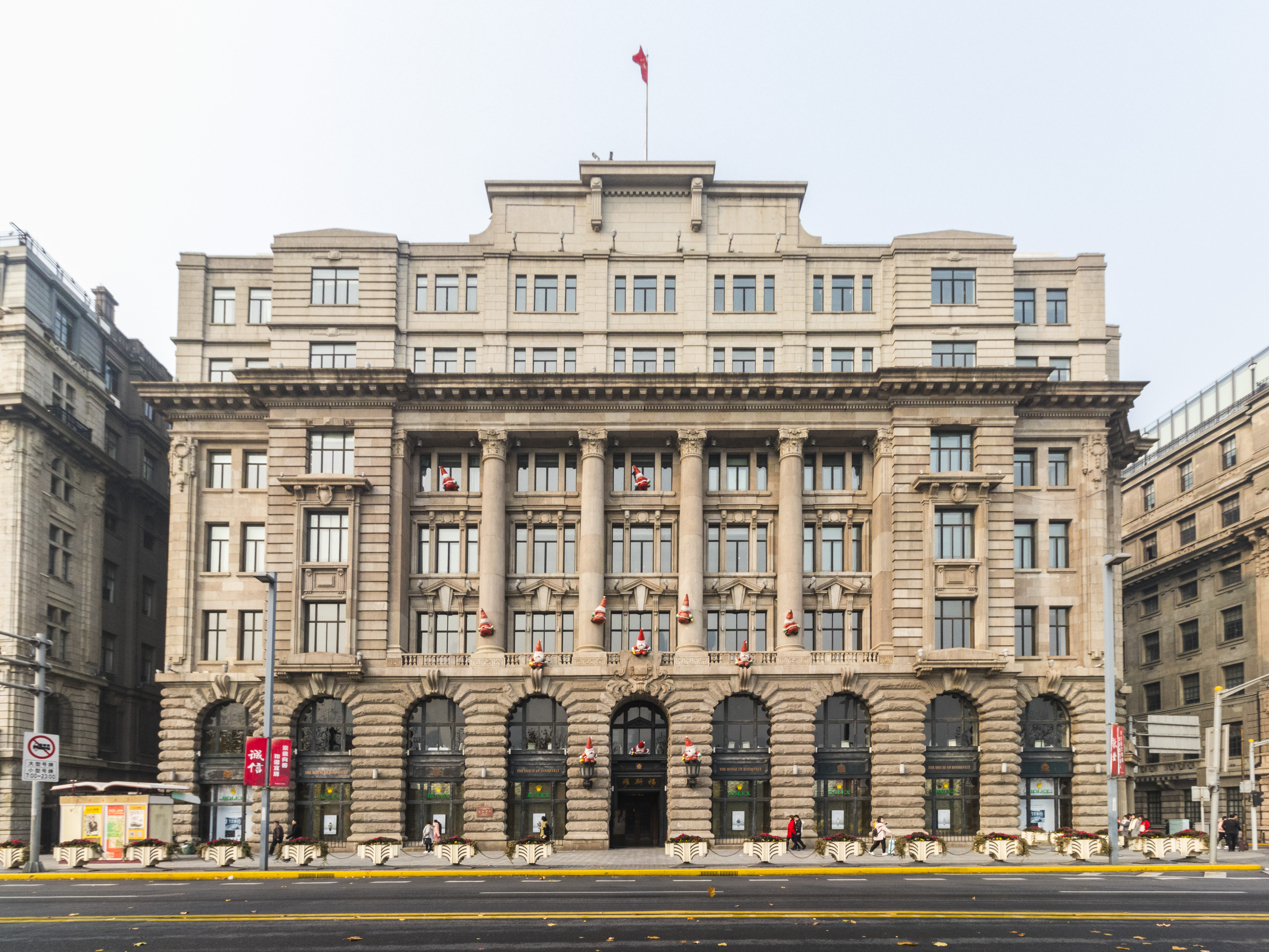
外灘27号

外灘の建物は、正式の呼び名以外に住所からとった「外灘3号」や「外灘10号」といった呼び名も使う。
| 住所              | 完成年 | 往時の名称                                                            | 現況                           |
| ----------------- | ------ | --------------------------------------------------------------------- | ------------------------------ |
| 中山東一路1號     | 1913年 | アジアビル（亞細亞大樓） あるいはマクベインビル（麥邊大樓）           | 中國太平洋保險公司             |
| 中山東一路2號     | 1910年 | 上海クラブビル （上海總會大樓）                                       | ウォルドルフ＝アストリア上海   |
| 中山東一路3號     | 1922年 | ユニオン・アシュランス・カンパニーズビル （有利大樓）                 | 外灘3號                        |
| 中山東一路5號     | 1925年 | 日清ビル （日清大樓）                                                 | 華夏銀行上海分行               |
| 中山東一路6號     | 1897年 | 中国通商銀行ビル （中國通商銀行大樓）                                 | 外灘6號                        |
| 中山東一路7號     | 1908年 | 大北電報公司ビル （大北電報公司大樓）                                 | バンコク銀行上海分行           |
| 中山東一路9號     | 1916年 | ラッセル商会ビル（旗昌洋行大樓） あるいは輸船招商局ビル（招商局大樓） | 招商局上海分公司               |
| 中山東一路10-12號 | 1923年 | 香港上海銀行ビル （匯豐銀行大樓）                                     | 上海浦東發展銀行               |
| 中山東一路13號    | 1927年 | 江海関 （江海關大樓）                                                 | 上海海關（税関）               |
| 中山東一路14號    | 1948年 | 交通銀行ビル （交通銀行大樓）                                         | 上海市總工會                   |
| 中山東一路15號    | 1910年 | 露清銀行ビル （華俄道勝銀行大樓）                                     | 上海外匯交易中心               |
| 中山東一路16號    | 1924年 | 台湾銀行ビル （臺灣銀行大樓）                                         | 招商銀行上海分行               |
| 中山東一路17號    | 1924年 | ノースチャイナ・デイリー・ニューズビル （字林大樓）                   | 美國友邦保險有限公司上海分公司 |
| 中山東一路18號    | 1922年 | チャータード銀行ビル （麥加利銀行大樓）                               | 外灘18號                       |
| 中山東一路19號    | 1908年 | パレスホテル （匯中飯店大樓）                                         | 和平飯店南樓                   |
| 中山東一路20號    | 1929年 | サッスーンハウス （沙遜大廈）                                         | 和平飯店北樓                   |
| 中山東一路23號    | 1937年 | 中国銀行ビル （中國銀行大樓）                                         | 中國銀行上海分行               |
| 中山東一路24號    | 1924年 | 横浜正金銀行ビル （橫濱正金銀行大樓）                                 | 中國工商銀行上海分行           |
| 中山東一路26號    | 1920年 | 揚子ビル （揚子大樓）                                                 | 中國農業銀行上海分行           |
| 中山東一路27號    | 1922年 | ジャーディン・マセソンビル （怡和洋行大樓）                           | 上海市外貿局など               |
| 北京東路2號       | 1920年 | グレンラインビル （格林郵船大樓）                                     | 上海文化廣播影視集團           |
| 中山東一路29號    | 1914年 | インドシナ銀行ビル （東方匯理銀行大樓）                               | 中國光大銀行上海分行           |
| 中山東一路33號    | 1873年 | イギリス駐上海総領事館 （英國駐滬總領事館）                           | 半島大酒店                     |
| 北蘇州路20號      | 1934年 | ブロードウェイマンション （百老匯大廈）                               | 上海大廈                       |
| 中山東一路1號甲   | 1907年 | 気象信号台 （外灘天文臺）                                             |                                |